# Associação Desportiva Universidade de Caxias do Sul
O Associação Caxias do Sul de Futsal é um clube de futsal brasileiro da cidade de Caxias do Sul, Rio Grande do Sul. Fundado em 15 de fevereiro de 1992, é uma das principais equipes da modalidade no Brasil.

## História
A Associação Caxias do Sul de Futsal conta com o apoio da Universidade de Caxias do Sul e Prefeitura Municipal de Caxias do Sul através do FIESPORTE e Secretaria Municipal do Esporte e Lazer. As empresas Randon e Cadence apoiam através da Lei de Incentivo ao Esporte do Ministério do Esporte.